# 319-я истребительная авиационная дивизия
319-я истреби́тельная авиацио́нная диви́зия ПВО (319-я иад ПВО) — соединение Военно-Воздушных сил (ВВС) Вооружённых Сил РККА, принимавшее участие в боевых действиях Великой Отечественной войны, выполнявшее задачи ПВО.

## Наименования дивизии
- 319-я истребительная авиационная дивизия
- 319-я истребительная авиационная дивизия ПВО

## Создание дивизии
319-я истребительная авиационная дивизия сформирована приказом НКО в июне 1943 года приданием истребительных авиационных полков из состава 6-го истребительного авиационного корпуса ПВО в составе 1-й воздушной истребительной армии ПВО Московского фронта ПВО.

## Расформирование дивизии
319-я истребительная авиационная дивизия была расформирована в июле 1946 года в составе войск ПВО страны.

## В действующей армии
В составе действующей армии:
- с 14 июня 1943 года по 1 октября 1943 года.

## Командир дивизии
| Звание                  | Имя                       | Период                  | Примечание |
| ----------------------- | ------------------------- | ----------------------- | ---------- |
| Подполковник, Полковник | Лашин Владимир Леонидович | 24.06.1943 — 09.05.1945 |            |

## В составе объединений
| Дата          | Фронт (округ)         | Зона ПВО                    | Армия (дивизия ПВО)                     | Примечания |
| ------------- | --------------------- | --------------------------- | --------------------------------------- | ---------- |
| 26.06.1943 г. | Московский фронт ПВО  | -                           | 1-я воздушная истребительная армия ПВО  | -          |
| 04.07.1943 г. | Западный фронт ПВО    | Особая Московская армия ПВО | 1-я воздушная истребительная армия ПВО  | -          |
| 21.04.1944 г. | Северный фронт ПВО    | -                           | 1-я воздушная истребительная армия ПВО  | -          |
| 24.12.1944 г. | Центральный фронт ПВО | Московская группа ПВО       | 1-я воздушная истребительная армия ПВО  | -          |
| 01.01.1945 г. | Центральный фронт ПВО | Московская группа ПВО       | 1-я воздушная истребительная армия ПВО  | -          |
| 01.03.1945 г. | Центральный фронт ПВО | Войска ПВО Москвы           | 1-я воздушная истребительная армия ПВО  | -          |
| 09.05.1945 г. | Центральный фронт ПВО | Войска ПВО Москвы           | 1-я воздушная истребительная армия ПВО  | -          |
| 25.10.1945 г. | Центральный округ ПВО | Войска ПВО Москвы           | 1-я воздушная истребительная армия ПВО  | -          |
| 01.02.1946 г. | Центральный округ ПВО | Войска ПВО Москвы           | 19-я воздушная истребительная армия ПВО | -          |

## Части и отдельные подразделения дивизии
За весь период своего существования боевой состав дивизии претерпевал изменения, в различное время в её состав входили полки:
| Период                        | Части                                     | Примечание                      |
| ----------------------------- | ----------------------------------------- | ------------------------------- |
| 09.06.1943 г. — 15.11.1943 г. | 11-й истребительный авиационный полк ПВО  | Передан в состав 318-й иад ПВО  |
| 28.07.1944 г. — 01.07.1946 г. | 16-й истребительный авиационный полк      | Передан в состав 97-й иад ПВО   |
| 01.08.1944 г. — 01.07.1946 г. | 67-й истребительный авиационный полк ПВО  | расформирован вместе с дивизией |
| 09.06.1943 г. — 01.06.1946 г. | 177-й истребительный авиационный полк     |                                 |
| 09.06.1943 г. — 01.06.1946 г. | 178-й истребительный авиационный полк     |                                 |
| 09.06.1943 г. — 20.06.1946 г. | 309-й истребительный авиационный полк     | расформирован вместе с дивизией |
| 09.06.1943 г. — 01.09.1944 г. | 445-й истребительный авиационный полк     | вошёл в состав 106-й иад ПВО    |
| 28.07.1944 г. — 08.04.1945 г. | 429-й истребительный авиационный полк ПВО | Включён в состав 147-й иад      |

## Участие в операциях и битвах
- прикрытие войск и объектов тыла

## Почётные наименования
177-му истребительному авиационному полку 319-й истребительной авиационной дивизии за массовый героизм и отвагу, стойкость и мужество, проявленные личным составом полка в годы Великой Отечественной войны 1941—1945 годов по защите неба столицы нашей Родины города-героя Москвы, и учитывая его заслуги в мирное время, Указом Президента Российской Федерации № 1449 от 25 декабря 2002 года присвоено почётное наименование «Московский».